# إد وارنر
إد وارنر (5 يوليو 1929 - 7 سبتمبر 2002 في الولايات المتحدة) (بالإنجليزية: Ed Warner)‏ هو لاعب كرة سلة أمريكي في مركز هجوم قوي الجسم.